# 南アフリカ空軍
南アフリカ空軍（英語: South African Air Force、略称SAAF）は、南アフリカ共和国の空軍組織。

## 概要
1920年に創設され、第二次世界大戦、ベルリン大空輸、朝鮮戦争、南アフリカ国境戦争に参加した。朝鮮戦争では埼玉県のジョンソン基地（現：入間基地）にF-51D戦闘機を展開させている。
かつては6発の戦術核兵器（18キロトン規模）を装備していたが、1991年に核弾頭を解体して核拡散防止条約（NPT）に加盟、1993年に完全廃棄を公式に発表した。
2023年時点で9,800名の現役兵と850名の予備役兵を有し、106機の固定翼機と84機の回転翼機を装備している。司令部はプレトリアに所在する。航空部隊は、1個戦闘/対地攻撃飛行隊（JAS 39装備）、1個練習/対地攻撃飛行隊（ホーク装備）、4個輸送飛行隊、1個攻撃ヘリ隊、4個輸送ヘリ隊で構成されている。
軍事費の不足により、2023年10月時点で保有機の約85％は非稼働状態にあるとされる。また、2024年2月には空軍司令部ビルの空調設備が予算不足と整備不良、老朽化により故障し、内部の環境が悪化してビルが一時閉鎖される事態となっている。

## 保有装備

### 現役
| 機種名                     | 画像   | 生産国       | 種別             | バージョン      | 導入年 | 運用数 | 備考 |
| 戦闘機                     | 戦闘機 | 戦闘機       | 戦闘機           | 戦闘機          | 戦闘機 | 戦闘機 | 戦闘機 |
| -------------------------- | ------ | ------------ | ---------------- | --------------- | ------ | ------ | --- |
| JAS 39 グリペン            |        | スウェーデン | マルチロール機   | C/D             | 2006年 | 26     | 1998年11月にアトラス チーターの後継として選定された。調達数は26機。 主にマカド基地の第2飛行隊に配備されている。2023年10月時点で稼働機は2機に減少しており、24機は飛行停止状態にある。 |
| 輸送機                     |        |              |                  |                 |        |        | |
| C-130 ハーキュリーズ       |        | アメリカ     | 中型輸送機       | B/BZ            |        | 6      | C-130B×2機、C-130BZ×4機。 第28飛行隊に配備されている。2023年時点で稼働機は1機。 |
| ビーチ200 キングエア       |        | アメリカ     | 軽輸送機         | C               |        | 3      | |
| ビーチ300 キングエア       |        | アメリカ     | 軽輸送機         |                 |        | 1      | |
| C-47                       |        | アメリカ     | 軽輸送機         | TP              | 1943年 | 3      | イスタープラート基地の第35飛行隊に配備され、海洋哨戒機として運用されていた。 部品不足から近年は飛行しておらず、2024年5月には退役予定が発表されたが、正確な予定日は不明。             |
| CASA C-212 アヴィオカー    |        | スペイン     | 軽輸送機         | 200/300         |        | 3      | C-212-200×2機。C-212-300×1機。 1994年に南アフリカに再統合されたバントゥースタンのボプタツワナ空軍、トランスカイ国防軍、ヴェンダ国防軍より計4機を移管。。                             |
| セスナ550 サイテーションII |        | アメリカ     | 軽輸送機         |                 |        | 2      | |
| ピラタス PC-12             |        | アメリカ     | 軽輸送機         |                 |        | 1      | ウォータークルーフ基地の第41飛行隊に配備。 |
| セスナ208 キャラバン       |        | アメリカ     | 軽輸送機         | 208             |        | 9      | 保管中 |
| ボーイング737              |        | アメリカ     | 人員輸送機       | BBJ             |        | 1      | |
| ファルコン50               |        | フランス     | 人員輸送機       |                 |        | 2      | 第21飛行隊に配備。 |
| ファルコン900              |        | フランス     | 人員輸送機       |                 |        | 1      | 第21飛行隊に配備。 |
| 練習機                     |        |              |                  |                 |        |        | |
| BAE ホーク                 |        | イギリス     | 練習機           | Mk. 120         |        | 24     | 武装も可能。 1990年代後半の「戦略防衛調達パッケージ」により24機を導入。2023年10月時点で稼働機は3機に減少しており、21機は飛行停止状態にある。                                         |
| ピラタス PC-7              |        | スイス       | 練習機           | Mk. II アストラ |        | 35     | 2023年時点で稼働機は2機。 |
| 回転翼機                   |        |              |                  |                 |        |        | |
| AH-2 ローイファルク        |        | 南アフリカ   | 攻撃ヘリコプター |                 |        | 11     | ブルームスプロイト基地の第16飛行隊に配備されている。2023年時点で稼働機は2機。 |
| スーパーリンクス           |        | イギリス     | 汎用ヘリコプター | Mk. 300         |        | 4      | イスタープラート基地の第22飛行隊に配備されている。海洋哨戒ヘリとして運用。2023年時点で稼働機は1機。                                                                                  |
| アトラス オリックス        |        | 南アフリカ   | 輸送ヘリコプター |                 |        | 36     | 2023年時点で稼働機は6機。 |
| AW109                      |        | イタリア     | 輸送ヘリコプター | LUH             |        | 25     | 30機を発注、うち25機は南アフリカで組立。 |
| BK117                      |        | 日本/ドイツ  | 輸送ヘリコプター |                 |        | 8      | 1990年代後半の「戦略防衛調達パッケージ」により30機を導入。 |
| 兵装                       |        |              |                  |                 |        |        | |
| IRIS-T                     |        | ドイツ       | 空対空ミサイル   |                 |        |        | |
| A-ダーター                 |        | 南アフリカ   | 空対空ミサイル   |                 |        |        | 2024年10月に訓練弾を納入。2025年から実弾を納入予定。 |
| GBU-12 ペイブウェイII      |        | アメリカ     | レーザー誘導爆弾 |                 |        |        | |
| 小火器                     |        |              |                  |                 |        |        | |
| 軽機関銃                   |        |              | 軽機関銃         |                 |        |        | 基地防衛用。 |
| ベクター R5                |        | 南アフリカ   | 自動小銃         |                 |        |        | 基地防衛用。 |
| 12ゲージ散弾銃             |        |              | 散弾銃           |                 |        |        | 基地防衛用。 |
| 9mm拳銃                    |        |              | 拳銃             |                 |        |        | 基地防衛用。 |

### 退役
退役した装備としては、以下のようなものがある。
- パターソン（英語版） - 南アフリカの飛行士訓練に使用された最初期の機体[22]
- ホーカー フューリー[23]
- スーパーマリン スピットファイア[24]
- ノースアメリカン ハーバード[25]
- F-51 - 朝鮮戦争に参加[1]。
- カナディア セイバー[26]
- ダッソー ミラージュIII - 1962年4月に発注し、同年12月から納入を開始[26]。ミラージュIIICZ×16機、ミラージュIIIBZ/DZ/D2Z×17機、ミラージュIIIRZ/R2Z×8機、ミラージュIIIEZ×17機を導入[26]。一部の機体はチーターに改修された[26]。
- ブラックバーン バッカニア - 1965年にS.Mk50×16機を受領[27]。1991年退役[27]。
- アトラス インパラ - MB-326をキット組立ておよびライセンス生産[28]。複座型のMk1は1966年に初飛行し、151機を生産[28]。単座型のMk2は1974年から配備が始まり、100機を生産[28]。
- ダッソー ミラージュF1 - 1974年9月から1976年10月にかけて、ミラージュF1AZ×32機、ミラージュF1CZ×16機を導入[29]。1981年11月にアンゴラのMiG-21を1機撃墜、1982年10月にも1機にミサイルを命中させ不時着させているが、1989年には2機のミラージュF1AZが撃墜されている[29]。退役機の一部はコンゴ共和国とガボンに売却された[29]。
- クフィル - クフィルC2/T2（イスラエルの余剰機）を購入し、チーターに改修したとする資料がある[26]。
- アトラス チーター - ミラージュIIIの近代化改修機[26][30]。1986年に公表された[30]。
- イングリッシュ・エレクトリック キャンベラ[31]
- Ju86[18]
- アブロ アンソン[18]
- ロッキード ベンチュラ[18]
- ピアッジオ P166S アルバトロス（英語版）[32]
- アブロ シャクルトン - MR-3[33]
- DC-4[33]
- HS.125 マーキュリーズ[33]
- バイカウント781[33]
- トランザール C-160[33]
- メルリンIV A[33]
- セスナ185[33]
- AM.3C ボスボク（英語版）[33]
- C.4M クードー（英語版）[33]
- ボーイング707 - 5機の707-320Bを運用[34]。うち4機は電子戦機兼空中給油機、1機は輸送機として使用されていた[34][35]。
- ウェストランド ワスプ[18] - HAS-1[33]。1990年に退役[18]。
- アルエットII[33]
- アルエットIII[31]
- SA330 ピューマ[18]
- シュペルフルロン[33]
- R530[33]
- R550マジック[33]
- AS30[36]

## 事件・事故等
- 2012年南アフリカ空軍C-47TP墜落事故